# Buster Bailey
Buster Bailey (Memphis, 19 de julio de 1902–Nueva York, 12 de abril de 1967) fue un clarinetista y saxofonista de jazz estadounidense, uno de los más respetados músicos de sesión de su época.

## Biografía

### Primeros años
Nacido en Memphis, Tennessee, su verdadero nombre era William C. Bailey. Fue un maestro del clarinete, instrumento que aprendió gracias al profesor clásico Franz Schoepp, el hombre que había enseñado a Benny Goodman. Bailey se inició con la Orquesta de W.C. Handy en 1917, cuando únicamente tenía quince años de edad, dejando la formación tras dos años de gira, mientras la misma actuaba en Chicago.  En 1919, Bailey ingresó en la Orquesta Vendome de Erskine Tate, en la que permaneció hasta 1923, año en el que empezó a tocar con Joe King Oliver. Como miembro de la King Oliver’s Creole Jazz Band, Bailey conoció e hizo amistad con Louis Armstrong, que en esa época era también un componente del grupo. En 1924, Armstrong dejó la banda de King Oliver para entrar en la Orquesta de Fletcher Henderson en Nueva York. Al cabo de un mes, Armstrong invitó a Buster Bailey a ser miembro de la formación de Henderson. Bailey aceptó y se mudó a Nueva York.

### Carrera consolidada
En Nueva York, a finales de los años 1920, Buster Bailey se hizo conocido como músico de sesión junto a Perry Bradford y otros artistas, actuando en numerosas grabaciones discográficas en las que tocaba el clarinete y el saxofón soprano. De entre dichas grabaciones, destacan sus actuaciones en varios discos de Clarence Williams. Bailey dejó en 1927 el grupo de Fletcher Henderson para hacer una gira por Europa con la Orquesta de Noble Sissle. A su vuelta actuó con otros varios grandes del jazz, entre ellos Edgar Hayes y Dave Nelson. En 1931 entró de nuevo en la orquesta de Sissle, permaneciendo en ella hasta 1933. Al año siguiente volvió a actuar durante un breve tiempo con Fletcher Henderson, pero a finales del mismo año era miembro de la banda de John Kirby. Aunque continuó en dicha formación hasta 1946, ello no le impidió seguir actuando con otros artistas. Así, en 1934 y 1935 tocó con la Mills Blue Rhythm Band, y en 1937 fue músico de sesión de Midge Williams and Her Jazz Jesters. Durante esos años también grabó con una formación llamada Buster Bailey and His Rhythm Busters.

### Últimos años
En 1946, Buster Bailey se hizo independiente y lideró su propia banda, aunque duró solamente ese año. En 1947 se asoció con Wilbur de Paris, tocando con él hasta 1949. En los primeros años 1950 Bailey tocó con Big Chief Russell Moore, aunque la mayor parte de dicha década estuvo actuando con Red Allen. Desde 1961 a 1963 tocó con Wild Bill Davison, y entre 1963 y 1964 formó parte de los Saints And Sinners, reuniéndose con su amigo Armstrong en 1965, formando parte del grupo Louis Armstrong and His All-Stars.
Buster Bailey falleció en 1967 en Nueva York, Estados Unidos, a causa de un infarto agudo de miocardio. 

## Cine
Buster Bailey actuó en tres producciones cinematográficas a lo largo de su carrera. La primera fue un film titulado That's the Spirit (1933), en el que interpretaba al miembro de una banda musical. En su segundo film aparecía Sepia Cinderella (1947), aparecía como un clarinetista dentro del Sexteto John Kirby. En su última película, When the Boys Meet the Girls (1965), trabajó junto a Louis Armstrong interpretando nuevamente a un músico.
Además, Bailey intervino en 1958 en la serie televisiva de DuMont Jazz Party, y en 1961 en el programa The DuPont Show with June Allyson, en un episodio titulado "America's Music - Chicago and All That Jazz".